# Ichneumon melanostygma
Ichneumon melanostygma är en stekelart som beskrevs av Cuvier 1833. Ichneumon melanostygma ingår i släktet Ichneumon och familjen brokparasitsteklar. Inga underarter finns listade i Catalogue of Life.